# Deutscher Evangelischer Kirchentag 1956
Der 7. Deutsche Evangelische Kirchentag 1956 fand vom 8. bis 12. August 1956 in Frankfurt am Main statt. Als Motto diente die Jahreslosung für 1956, „Lasset Euch versöhnen mit Gott“ (2. Kor. 5,20 ). Gastgebende Landeskirche war die Evangelische Kirche in Hessen und Nassau.

## Themen und Verlauf

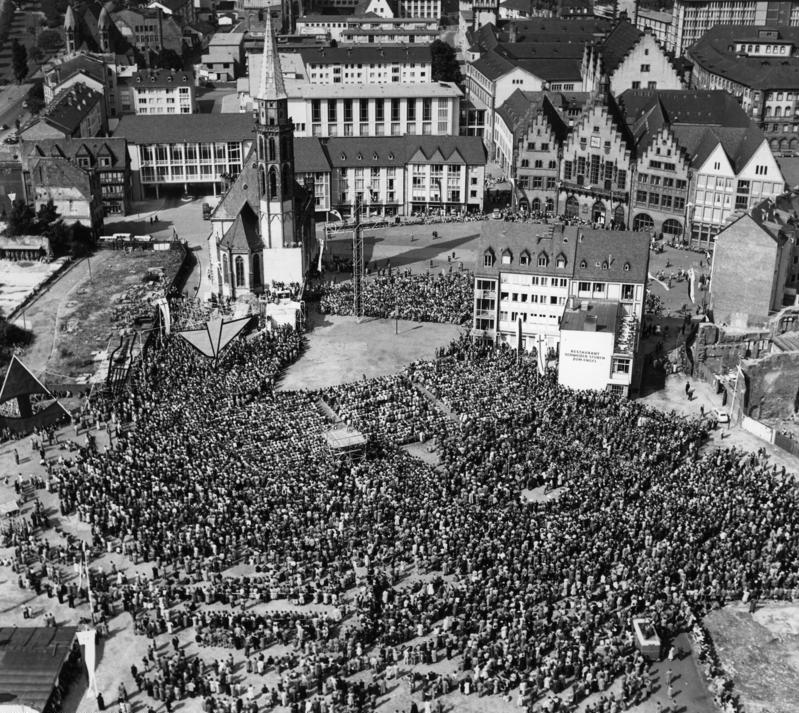
Eröffnungsgottesdienst auf dem Römerberg

Den Eröffnungsgottesdienst mit 100.000 Teilnehmern feierten Kirchentagspräsident Reinhold von Thadden-Trieglaff, Kirchenpräsident Martin Niemöller und der Frankfurter Propst Karl Goebels in Anwesenheit des Bundespräsidenten Theodor Heuss am Mittwoch, den 8. August 1956, auf dem Römerberg. Große Teile des Römerbergs und des Dom-Römer-Areals waren noch eine Trümmerbrache.
Beherrschendes Thema des Kirchentages war die politische Debatte um die Wiederbewaffnung und die Einführung der Wehrpflicht in der Bundesrepublik Deutschland. Die Kirchentagslosung nahm auf diesen Konflikt Bezug, ebenso wie auf die wachsende Distanz zwischen Ost und West. Niemöller sprach in seinem Grußwort ausdrücklich die „Gäste aus dem Gebiet der Deutschen Demokratischen Republik“ an und forderte in der Eröffnungspredigt: „Wir können nicht einfach unseren Willen durchsetzen; wir müssen Rücksichtig auf die anderen nehmen; wir müssen so oder so zur Verständigung kommen. Und das gilt im Großen wie im Kleinen … daß wir den Sprung wagen, daß wir die Sorge um die eigene Sicherheit lassen, daß wir darauf verzichten, andere zu opfern, um uns selber zu erhalten“.
Zu den etwa 55.000 Dauerteilnehmern des Kirchentages gehörte auch der Stellvertretende Ministerpräsident der DDR, Otto Nuschke. Er wurde jedoch nicht mit dem seinem Amt entsprechenden Protokoll behandelt. Erst im Abschlussgottesdienst ließ ihn der Generalsekretär des Kirchentages Heinrich Giesen in der Menge suchen und unter dem Applaus der Besucher auf die Tribüne geleiten.
Die Kirchentagsteilnehmer beschäftigten sich in sechs Arbeitsgruppen mit den Themen Kirche und Gemeinde, Familie und Erziehung, Volk und Politik, Arbeit und Wirtschaft, Dorf und Land sowie Großstadt und Siedlung. Die meisten Veranstaltungen fanden auf dem Frankfurter Messegelände statt, eine Aufführung des „Kirchentagsspiels“ Die bleibende Stadt im Waldstadion.
Zur Hauptversammlung mit Abschlussgottesdienst auf dem Rebstockgelände kamen rund 600.000 Besucher. Nach dem Leipziger Kirchentag 1954 war dies die größte Abschlussversammlung aller Kirchentage.